# Eusébio Cardoso Martins
Eusébio Cardoso Martins é um poeta e prosador português. Nasceu em Represa (freguesia de Retaxo), no concelho de Castelo Branco, a 23 de maio de 1944 e faleceu em 30 de Dezembro de 1984.
Completou o ensino secundário no Liceu Nacional de Castelo Branco. A sua obra, inicialmente poética, é marcada por um duplo questionamento e navega entre as difíceis condições de vida da sua região natal - encontrando-se a condição operária do pai diversas vezes refletida nos seus textos - e o clima de instabilidade crescente que foi encontrar em Angola, para onde foi mobilizado em 1967, e onde cumpre o serviço militar, trazendo da guerra colonial uma poesia sucinta e descarnada. Tal não impede no entanto que a sua escrita continue a ser marcada pelo "prazer de jogar com a palavra".

## Obras

#### Poesia
- Quissange, Ed. do Autor, Luanda, 1969,

- Anti-Palavra, Ed. do Autor, Distr. Difusão Dilsar, Lisboa, 1970

- Liberdade Vigiada, Ed. do Autor, Deposit. Livraria Anglo-Americana, Lisboa, 1972

- Corpo de Delito, Ed. Centelha, Coimbra, 1978

#### Prosa
- Coração em Punho, Plátano Editora, Lisboa, 1975

#### Literatura infantil
- Histórias ao Pé-Coxinho,  Edições Ró, Cacém,1982

#### Publicações coletivas
- Silêncio é que não, N° 1, poesia, Ed. dos Autores, coordenação de Eduardo Olímpio, Lisboa, 1970
- 4 poetas sem passaporte, poesia, Ed. Fonseca Vaz, Lisboa, 1972

#### Colaboração avulsa
- Jornais: Diário de Lisboa - Suplemento Juvenil (primeiros trabalhos publicados), República, A Capital, Diário de Notícias-Suplemento Juvenil, O Século, Comércio do Funchal, Notícias da Amadora, Jornal do Fundão, Jornal de Évora (posteriormente, Diário do Sul), Notícias de Chaves, Notícias de Guimarães, Mar Alto, Jornal do Oeste, Soberania do Povo, Diário de Coimbra, A União (Açores), Beira Baixa, Reconquista, A Nossa Terra, Seara Nova, A Província de Angola, Semana Ilustrada, Angola Norte, O Comércio, ABC - Diário de Angola, A Palavra (semanário de Angola), Notícias da Amadora, etc.
- História de Kamundongos - poema musicado e cantado em quimbundo por Massano, radiodifusão da RCA, Luanda, 1969

- Revistas: COLÓQUIO/Letras, ÁFRICA - Literatura, Arte e Cultura, Vértice
- De 1967 a 1969, presta a sua colaboração literária a todos os emissores radiofónicos de Luanda (Angola)[3].

#### Antologias / Coletâneas
- Poesia 70, Ed. Inova, 1971

- Poesia 71, Ed. Inova, 1972
- Literaturas Africanas de Expressão Portuguesa (II), Manuel Ferreira, Lisboa, Instituto de Cultura e Língua Portuguesa, 1977

- Antologia da Memória Poética da Guerra Colonial, Ed. Afrontamento, Porto, 2011